# Generation Growth
Generation Growth ist ein Dokumentarfilm von Mu Sun, der im Oktober 2020 beim Heartland International Film Festival seine Premiere feierte.

## Inhalt
In den ganzen USA ist es in Gebieten mit niedrigem Einkommen nicht nur um die Bildungschancen schlecht bestellt, sondern auch um die Gesundheit der Schüler. Stephen Ritz, ein Pädagoge aus der Bronx, hat beschlossen, dies zu ändern. Nachdem er an seiner Schule einen unglaublich erfolgreichen Indoor-Gartenlehrplan entwickelt hat, der es Kindern ermöglicht, im Klassenzimmer Gemüse anzubauen, ihnen zu helfen, sich besser zu ernähren und sich mehr für die Schule zu engagieren, stellt er sich die Frage, ob dieses Programm auch außerhalb der Bronx funktionieren würde. 
Der Film begleitet ihn bei seinem Versuch, dies herauszufinden, als er Schulen besucht und das Projekt Green Bronx Machine vorstellt. Der Film begleitet ihn an Schulen in Indiana, Ohio und West Virginia, wo er Schülern von der dritten Klasse bis hin zur High School sein Konzept vorstellt. Er bereist hierbei sowohl ländliche als auch städtische Gebiete.

## Stephen Ritz und die Green Bronx Machine

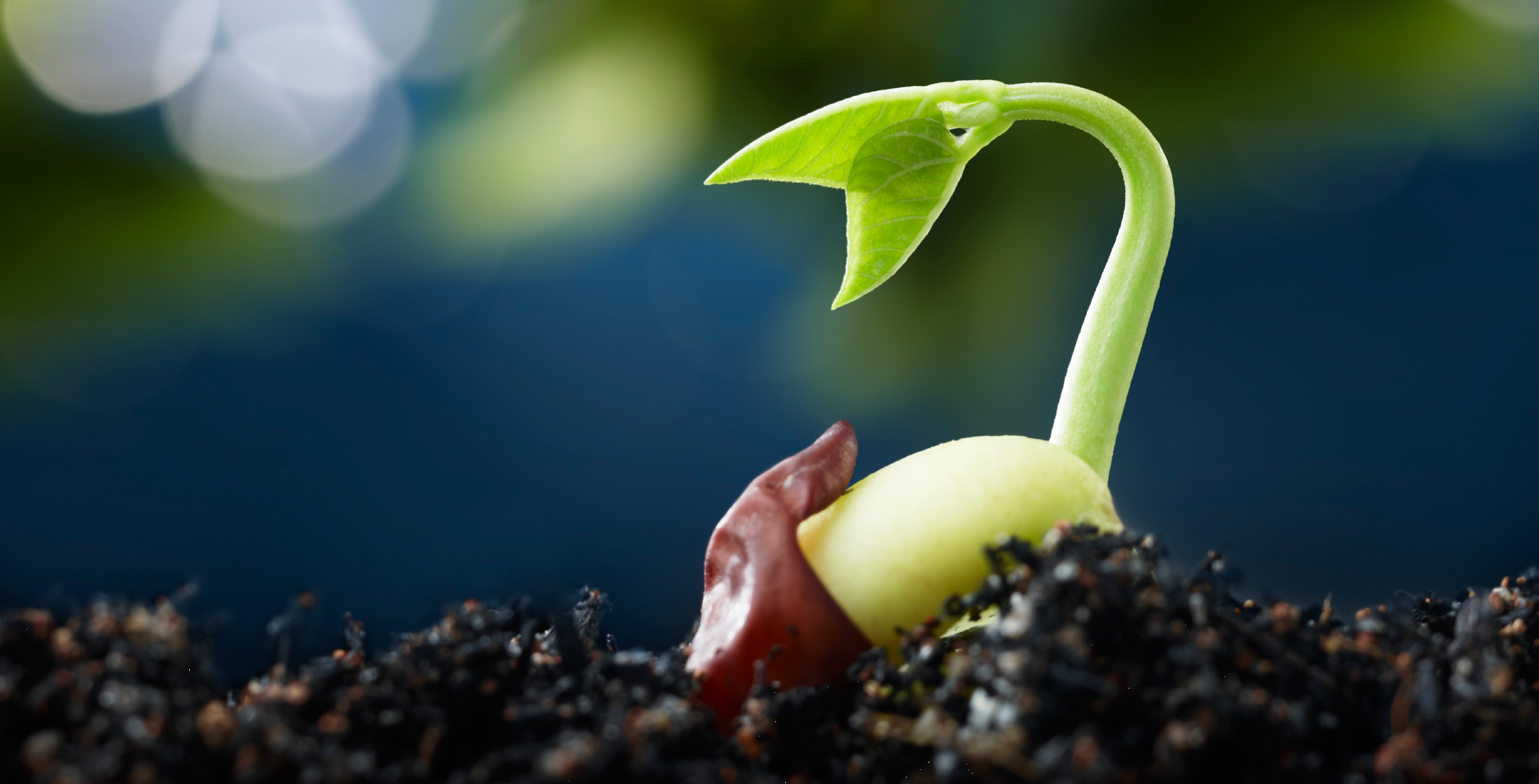
Die Schüler bauen an ihrer Schule selbst essbare Pflanzen an

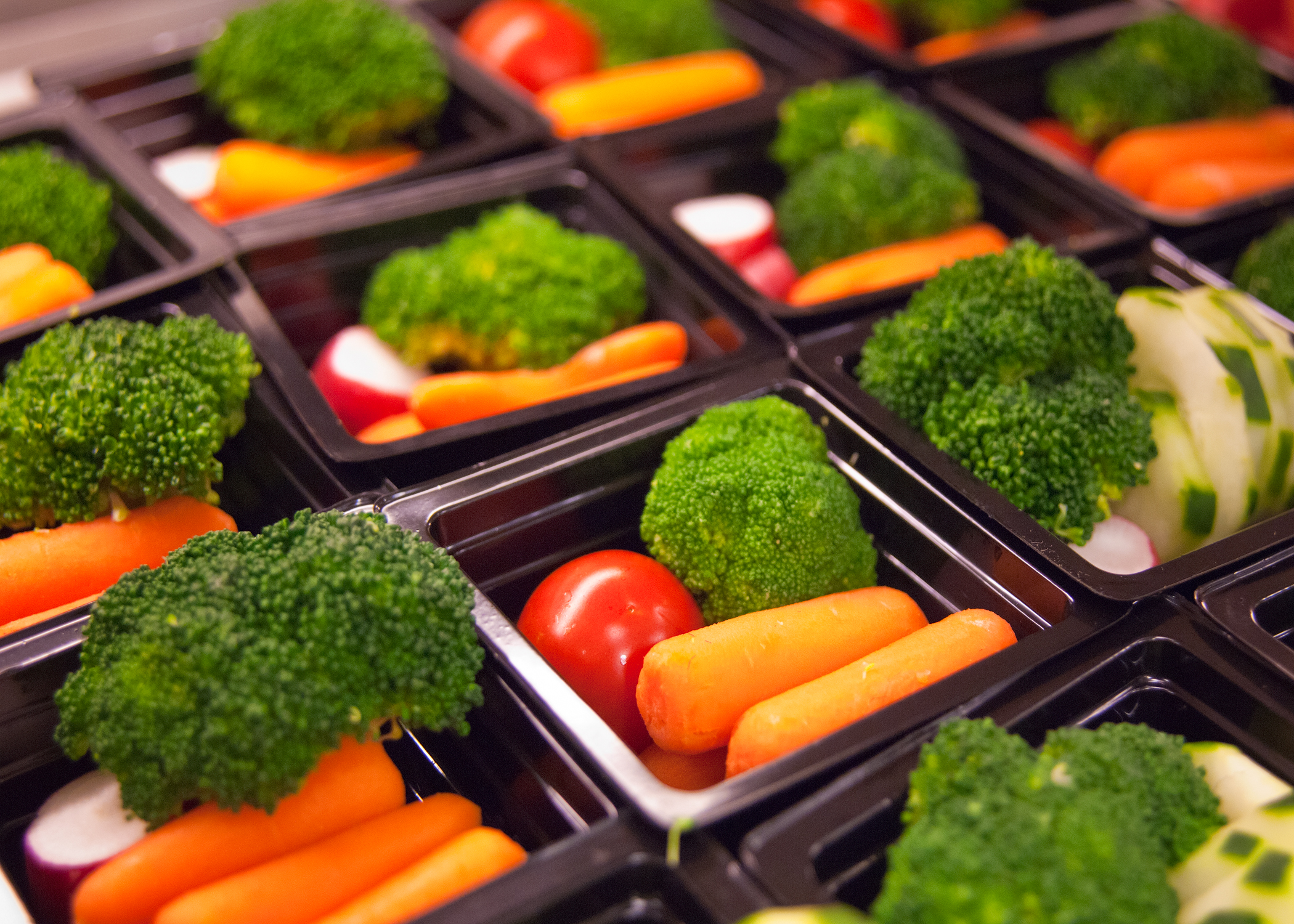
So sollen die Schüler eine gesündere Ernährung erhalten

Green Bronx Machine ist ein Non-Profit-Projekt. Es setzt sich unter anderem für eine gesunde Ernährung durch eine entsprechende Bildung durch vor Ort produzierte Nahrungsmittel ein, was für die Gemeinschaften im 21. Jahrhundert als wichtig erachtet wird. Insbesondere in US-amerikanischen Städten werden hierfür an Schulen entsprechende Kurse angeboten und für die Ernährung nutzbare Pflanzen in ihrem urbanen Lebensraum angebaut. Das Projekt vertritt die Ansicht, dass gesunde Schüler und gesunde Schulen das Herzstück gesunder Gemeinschaften sind, die die Menschen nicht mehr verlassen müssen, um besser Leben, eine bessere Bildung genießen oder mehr verdienen zu können.
Der Name der von Stephen Ritz gemeinsam mit einigen seiner Schüler ins Leben gerufenen Green Bronx Machine leitet sich von dem Wirkungsort des Pädagogen ab, der im Rahmen des Projekts allein in der Bronx mehr als 40.000 Pfund Gemüse angebaut hatte, unter anderem in den "essbaren Klassenzimmern". Ursprünglich war es als freiwilliges Projekt nach dem Unterricht konzipiert. Seine Schule wurde hierfür mit dem ersten Citywide Award of Excellence der NYC Strategic Alliance for Health ausgezeichnet, da es ihr auf diese Weise gelungen war rund 450 Schülern gesunde Mahlzeiten zu bieten. Später wurde das Projekt zunächst auf die Stadt Boston und die Hamptons übertragen und hiernach in vielen Städten in den ganzen USA eingerichtet.
Stephen Ritz und die Green Bronx Machine wurden im Jahr 2021 von Controlled Environment Agriculture (CEA) mit dem Disruptor Award ausgezeichnet.

## Produktion
Regie führte Mu Sun, der den Film gemeinsam mit Bodhi Elfman auch produzierte. Die Filmmusik komponierte Gavin Keese, als Kameramann fungierte Teruhisa Yoshida.
Die Premiere erfolgte am 8. Oktober 2020 beim Heartland International Film Festival.

## Auszeichnungen
Cleveland International Film Festival 2021
- Auszeichnung als Bester Film im Global Health Competition	(Mu Sun)[8]

Heartland International Film Festival 2020
- Auszeichnung mit dem Publikumspreis - Indiana Spotlight (Mu Sun)
- Auszeichnung mit dem Indiana Spotlight Award	(Mu Sun)[9]